# Confidences (pièce de théâtre)
Pour les articles homonymes, voir Confidences.
Confidences est une pièce de théâtre écrite en 2005 par Florence d'Azémar et jouée pour la première fois le 19 janvier 2006 au Théâtre Agitakt, à Paris, dans une mise en scène d'Emmanuel de Sablet.

## Résumé
Florence d'Azémar et Stéphane Douret ont 35 ans, ils sont nés en 1970 en province. Ce sont deux amis d’enfance qui se sont rencontrés au club-théâtre de leur collège. Ils se confient aujourd'hui car leur vie a été bouleversée par une sexualité qu’ils n’ont pas choisie. Florence et Stéphane découvrent progressivement leur homosexualité et passent par cet étrange chemin de la reconnaissance puis de l’acceptation. Stéphane est rapidement « monté » à Paris pour devenir acteur et Florence l’a rejoint pour terminer ses études supérieures. C'est l'histoire de leur vie qui est retracée sur scène sous forme de « confidences ».
Deux ans après, le résumé dit que Florence et Stéphane ont 37 ans... Nous sommes en 2008.